# USS Johnston (DD-557)
USS Johnston (DD-557) byl americký torpédoborec třídy Fletcher. Byl první americkou válečnou lodí pojmenovanou na počest Johna V. Johnstona. Do služby byl přijat v říjnu 1943 a do bojů druhé světové války se zapojil na tichomořském válčišti. Johnston se proslavil svou účastí na obraně eskadry amerických eskortních letadlových lodí před mnohem silnějším japonským Středním svazem v bitvě u ostrova Samar. Samotný torpédoborec byl v tomto střetu potopen se ztrátou 186 životů. Za svou krátkou službu torpédoborec získal šest ocenění Battle Star, byla mu udělena Presidential Unit Citation a jeho kapitánu Ernestu E. Evansovi bylo posmrtně uděleno nejvyšší americké vojenské vyznamenání Medaile cti. Roku 2019 byl Johnston lokalizován ve Filipínském příkopu v hloubce 6 456 metrů. Byl tak nejhlouběji položeným známým lodním vrakem, ale překonal ho vrak eskortního torpédoborce USS Samuel B. Roberts (DE-413), objevený 24. června 2022.

## Stavba

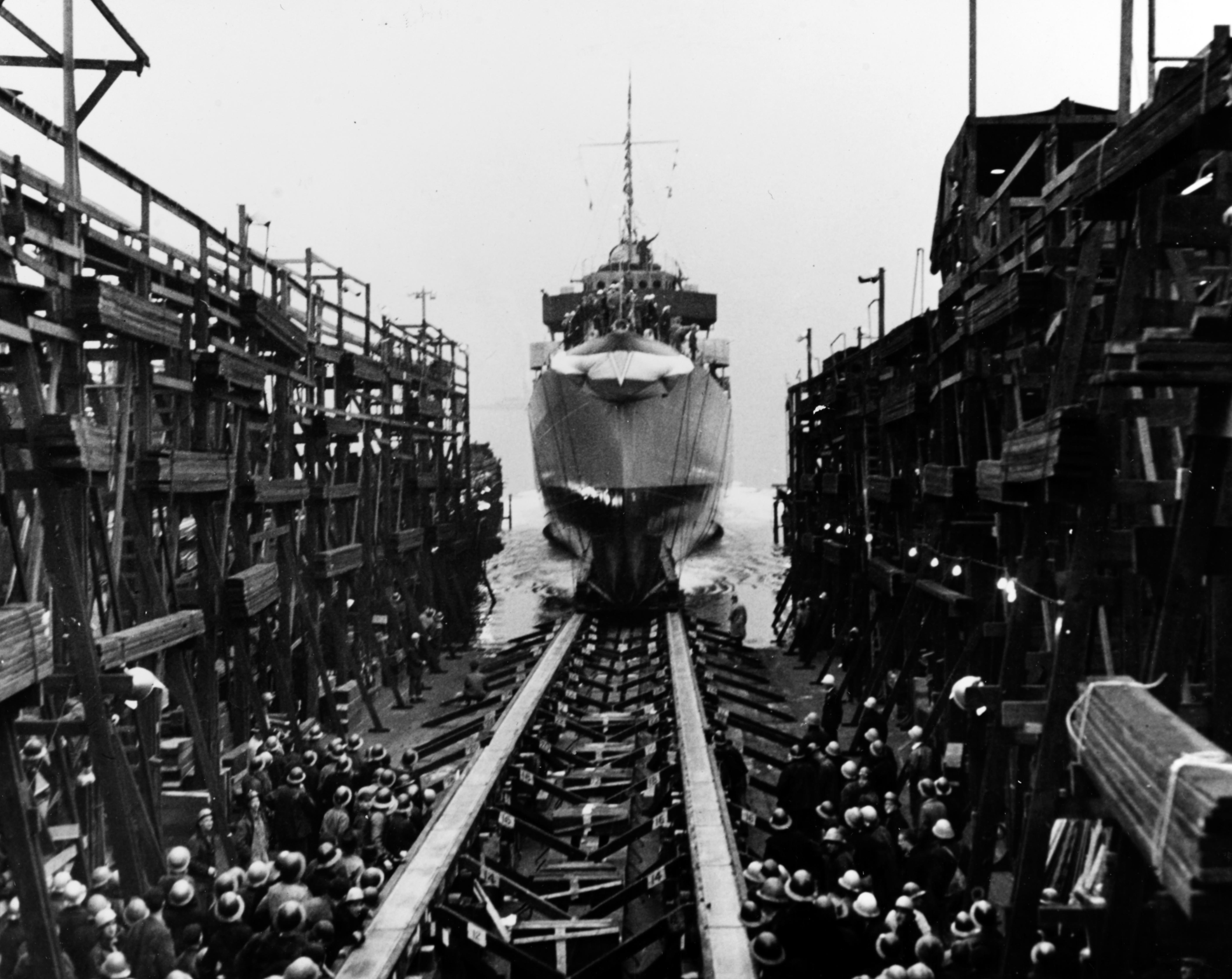
Johnston během spuštění na vodu

Torpédoborec postavila loděnice Seattle-Tacoma Shipbuilding Corporation v Seattlu. Jeho kýl byl založen 6. května 1942 a na vodu byl spuštěn 25. března 1943. Pokřtila jej Johnstonova praneteř Marie S. Klinger. Do služby byl přijat 27. října 1943 pod velením kapitána Ernesta E. Evanse.

## Služba

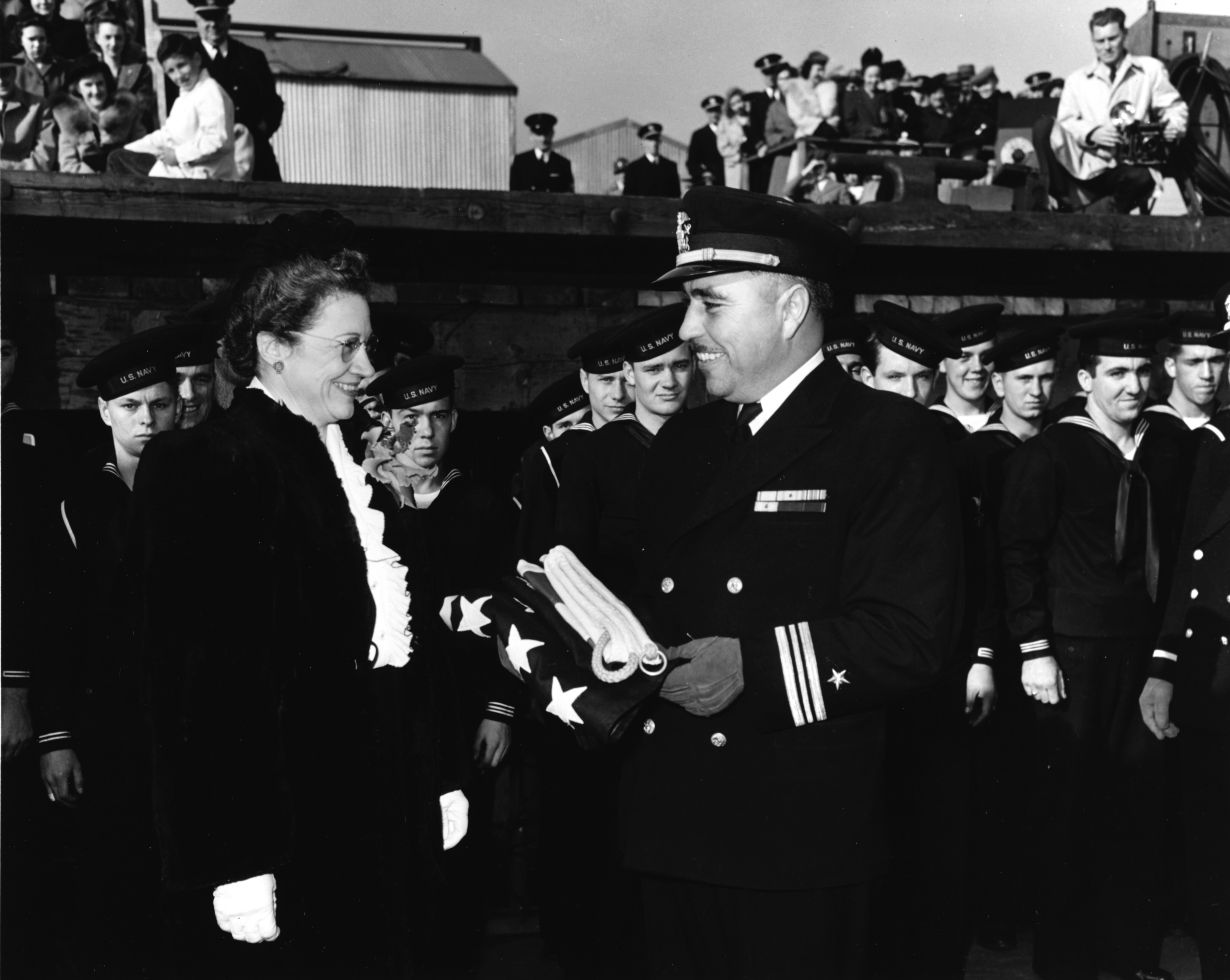
Kapitán Ernest Evans při přijetí plavidla do služby

Torpédoborec byl ve službě v letech 1943–1944. Operoval na tichomořském válčišti. Nejprve se zapojil do kampaně v oblasti Marshallových ostrovů. Zejména v únoru 1944 poskytoval palebnou podporu výsadkům na atoly Kwajalein a Majuro (31. ledna–8. února 1944)) a Eniwetok (17.–25. února 1944, viz bitva o Eniwetok). Dále se zapojoval do protiponorkových hlídek v oblasti ostrova Bougainville. Dne 15. května 1943 ve spolupráci s torpédoborci USS Franks (DD-554) a USS Haggard (DD-555) potopil japonskou ponorku typu KD7 I-176 (kapitán Hideo Okada). Od 21. července do 9. srpna 1944 Johnston podporoval vylodění na Guamu a od 6. září do 14. října 1944 podporoval vylodění na Peleiu.
Dne 20. října 1944 se Johnston připojil k úkolovému uskupení šesti eskortních letadlových lodí Task Unit 77.4.3 (volací znak Taffy 3), jehož úkolem bylo podporovat vylodění na Filipínách (viz bitva u Leyte). Dne 25. října 1944 bylo uskupení zaskočeno objevením japonského Středního svazu, jehož jádro tvořily čtyři bitevní lodě, šest těžkých a dva lehké křižníky. Ve střetnutí známém jako bitva u ostrova Samar eskortní letadlové lodě bránilo jen několik doprovodných torpédoborců a eskortních torpédoborců. Kapitán Evans vydal rozkaz k útoku a torpédoborec Johnston zaútočil na těžký křižník Kumano. Podle hlášení poručíka Hagena, dělostřeleckého důstojníka USS Johnston jedno z torpéd Johnstonu zasáhlo těžký křižník Kumano. USS Johnston na Kumano vypálil kolem 200 granátů z děl hlavní ráže a několikrát ho zasáhl. V 07:30  byl USS Johnston zasažen salvou třech čtrnácti nebo šestnáctipalcových granátů následovaných v krátkém čase třemi šestipalcovými projektily. Následky byly katastrofální: zásahy zdemolovaly zadní kotelnu a strojovnu, hlavní kormidelní stroj přestal reagovat na povely z můstku, bylo přerušeno elektrické vedení pro tři zadní pětipalcová děla, zásahy byl zničen gyrokompas a anténa S.C. radaru se zřítila ze stožáru na můstek. Paluba lodi byla proděravěna a poškozena zásahy, loď měla první mrtvé a zraněné. Kapitán byl raněn, přišel o dva prsty na levé ruce, odmítl ošetření a dál velel lodi. Torpédoborec již neměl žádná torpéda a pouze jeden funkční stroj, přesto se v 07:50 připojil ke koordinovanému protiútoku torpédoborců USS Hoel, USS Heerman a eskortního torpédoborce USS Samuel B. Roberts a podpořil je palbou svých hlavních děl. I přes vážná poškození USS Johnston pokračoval ve vázání japonských sil a vstoupil do dělostřeleckého souboje s japonskou bitevní lodí Kongó s cílem odlehčit ostřelované letadlové lodi USS Gambier Bay. USS Johnston se potopil poté, co rozvrátil útok japonské 10. eskadry torpédoborců vedených japonským lehkým křižníkem Jahagi. Podle vyprávění jednoho z přeživších trosečníků velitel jednoho z japonských torpédoborců salutoval, když se USS Johnston potápěl. V 09:45 kapitán Evans vydal rozkaz k opuštění těžce poškozeného Johnstonu, který se brzy poté převrátil a potopil. Střetnutí přežilo 141 námořníků, naopak 186 jich ve střetnutí zemřelo. Kapitán Evans byl naposledy viděn v noci 25. října 1944, zraněný a držící se na hladině díky záchranné vestě. Mezi zachráněnými trosečníky však nebyl.
Po bitvě bylo torpédoborci uděleno ocenění Presidential Unit Citation. Jeho kapitánu Ernestu Evansovi bylo posmrtně uděleno nejvyšší americké vojenské vyznamenání Medaile cti. Stal se jeho prvním nositelem z řad domorodých obyvatel Spojených států amerických.

## Vrak

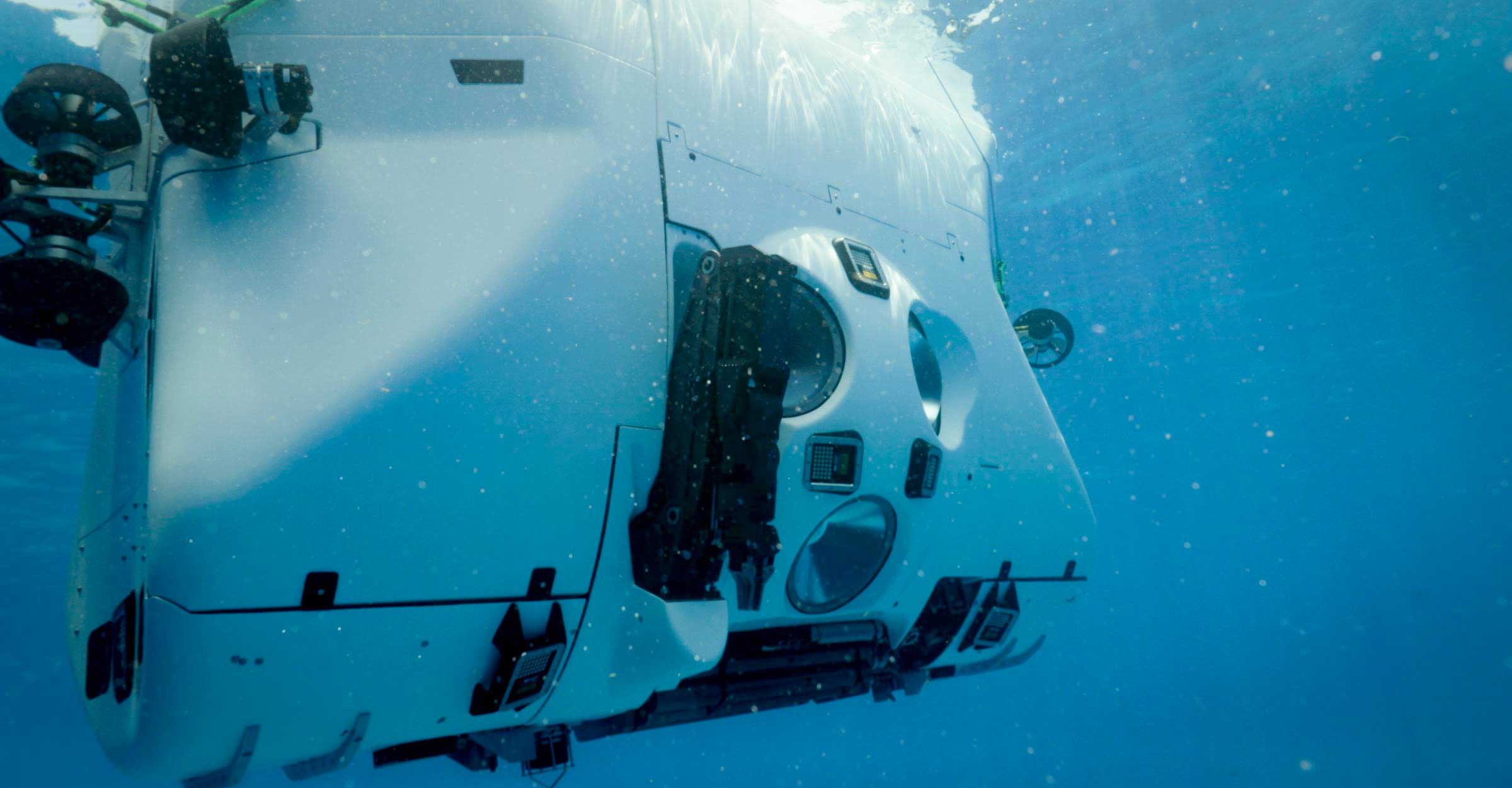
DSV Limiting Factor

V roce 2019 byl vrak torpédoborce Johnston lokalizován výzkumným plavidlem RV Petrel, jeho expedice financoval podnikatel Paul Allen. Část vraku přitom byla nafilmována, ale jeho většina zůstala nedosažitelná pro miniponorky Petrelu s maximální hloubkou ponoru 6 000 metrů. Bitva u Samaru se totiž odehrála v oblasti Filipínského příkopu, takže hlavní část vraku torpédoborce klesla až do hloubky 6 456 metrů a do objevení vraku Samuel B. Roberts držel primát nejhlouběji položeného známého lodního vraku. Zdokumentování hlavní části vraku se proto podařilo až v březnu 2021 hlubokomořskému plavidlu DSV Limiting Factor. Během dvou osmihodinových ponorů ji pilotoval hlavní sponzor expedice, výzkumník a důstojník amerického námořnictva ve výslužbě Victor Vescovo. Přední dvě třetiny plavidla zůstaly intaktní a v rekordní hloubce stojí na mořském dně ve vzpřímené poloze.